# قائمة مقررات اللغة الإنجليزية بالمدارس المصرية

## القائمة
| الاسم والوصف | المرحلة التعليمية المستهدفة   | نوع اللغة الإنجليزية | المؤلفين                                                                                             | عدد المستويات | العناصر المتوفرة لكل مستوى | نوع المقرر | دار النشر والوصف |
| --- | ----------------------------- | -------------------- | --- | ------------- | --- | ---------- | --- |
| Macmillan English منهج ماكميلان للغة الإنجليزية هو سلسلة من ست مستويات حققت أعلى نسبة مبيعات مناهج اللغة الإنجليزية البريطانية، وهو أول كتاب مقرر تعليمي دولي للغة الإنجليزية مستلهم من الدروس المقررة بالفصول الدراسية للناطقين باللغة الإنجليزية كلغة أولى. وهو مصمم لمتعلمي اللغة الإنجليزية كلغة ثانية ولكن يستخدم العديد من المقاربات في القراءة والكتابة والتحدث المماثلة لتدريس اللغة الإنجليزية للأطفال المتحدثين بها كلغة أولى. |                               | البريطانية           | Mary Bowen, Printha Ellis, Louis Fidge, Liz Hocking, Wendy Wren                                      | 6             | 1. Digital Student's Book 2. Flashcards 3. Fluency Book 4. Fluency Book Audio CDs 5. Language Book 6. Language Book Audio CDs 7. Posters 8. Practice Book Pack 9. Presentation Kit Pack 10. Teacher's Guide                                                                 | إلكتروني   | Macmillan ماكميلان هي مؤسسة تعليمية تهدف لتعليم اللغة الإنجليزية عن طريق مواد تعليمية تستخدم أحدث الوسائل التكنولوجية والخبرات لتقديم أفضل تجربة تعليمية تناسب جميع الأعمار. |
| Jump Aboard هو مقرر تعليمي من ست مستويات موجه لأطفال المرحلة الابتدائية مبني على قوة منهج جيد التنظيم وفوائد التعليم التواصلي لتقديم مقرر تعليمي ذو تصميم عصري جذاب موجه بشكل مباشر وبسيط نحو التعليم والأنشطة التي يتعلم منها. وتساهم القصص التحفيزية والتطوير المنهجي للمهارات والمواد ذات المبادئ الجيدة في جعل المقرر مثالي لقطاع التعليم الابتدائي. يتضمن المنهج كتابين للقراءة لكل مستوى كل منهما يعيد تدوير القواعد والمفردات في سياقات جديدة. | الابتدائية                    | البريطانية           | Paul A. Davies, David A. Hill, Ms Amanda Cant, Charlotte Covill, Dan DeCoursey, Katherine Mendelsohn | 6             | 1. Student's Book 2. Workbook 3. Poster Pack 4. Grammar Practice Book 5. CDx2 6. Teacher's Book | ورقي       | Macmillan ماكميلان هي مؤسسة تعليمية تهدف لتعليم اللغة الإنجليزية عن طريق مواد تعليمية تستخدم أحدث الوسائل التكنولوجية والخبرات لتقديم أفضل تجربة تعليمية تناسب جميع الأعمار. |
| Way Ahead هو مقرر دراسي بريطاني مكون من ست مستويات يعتمد على الإمتاع والخيال من خلال تقديم مجموعة من الشخصيات المثيرة للاهتمام في سياق تعليم اللغة الإنجلزية في المستويات الأولية تطور في المستويات الأعلى لتقدم لغة جديدة من خلال سلسلة من المواضيع المحفزة والغنية بالمعلومات مع تطوير المهارات التي يحتاجها الأطفال لمتابعة دراستهم إلى المستوى الأعلى. |                               | البريطانية           | Mary Bowen, Printha Ellis                                                                            | 6             | 1. Pupil's Book + CD-ROM Pack 2. Flashcards 3. Posters 4. Practice Book 5. Workbook 6. Story Audio CD 7. Teacher's Book 8. Teacher's Book CD 9. Teacher's Resource Book | إلكتروني   | Macmillan ماكميلان هي مؤسسة تعليمية تهدف لتعليم اللغة الإنجليزية عن طريق مواد تعليمية تستخدم أحدث الوسائل التكنولوجية والخبرات لتقديم أفضل تجربة تعليمية تناسب جميع الأعمار. |
| English World هو مقرر تعليمي مبتكر ذو محتوى مرئي جذاب مكون من عشر مستويات من المرحلة الابتدائية وحتى المرحلة الثانوية قام بكتابته مؤلفي مقرري Way Ahead وMacmillan English اللذان حققا أفضل مبيعات ليجمع بين أفضل الممارسات المنهجية مع ميزات جديدة مبتكرة للفصول الدراسية الحديثة. يتضمن المقرر ملصقات وأنشطة تفاعلية على أسطوانات مدمجة. ومن خلال قواعد اللغة والمهارات يتم التطبيق العملي في السياقات الطبيعية للعالم الحقيقي، من خلال الحوارات وعبر مواد المنهج الدراسي. |                               | البريطانية           | Mary Bowen, Liz Hocking, Wendy Wren                                                                  | 10            | 1. Pupil's Book 2. Audio CD 3. Dictionary 4. DVD-ROM 5. Flashcards 6. Workbook 7. Grammar Practice Book 8. Posters 9. Teacher's Book 10. Teacher's Guide & Webcode Pack | ورقي       | Macmillan ماكميلان هي مؤسسة تعليمية تهدف لتعليم اللغة الإنجليزية عن طريق مواد تعليمية تستخدم أحدث الوسائل التكنولوجية والخبرات لتقديم أفضل تجربة تعليمية تناسب جميع الأعمار. |
| Bebop | رياض الأطفال                  | الأمريكية            | Lorena Peimbert, Myriam Monterrubio                                                                  | 3             | 1. Student's Book 2. Flashcards 3. Activity Book 4. Class Audio CD 5. Presentation Kit 6. Teacher's Edition Pack | إلكتروني   | Macmillan ماكميلان هي مؤسسة تعليمية تهدف لتعليم اللغة الإنجليزية عن طريق مواد تعليمية تستخدم أحدث الوسائل التكنولوجية والخبرات لتقديم أفضل تجربة تعليمية تناسب جميع الأعمار. |
| Brainwave هو مقرر تعليمي من ست مستويات لتدريس منهج اللغة الإنجليزية الأمريكي موجه لأطفال المرحلة الابتدائية مبني على نجاح مقرر Brainstorm الذي حقق أعلى مبيعات محافظاً ومحسناً لنهجه في تطوير المهارات اللغوية للمتعلمين الصغار. تتبنى السلسلة مبادئ التعليم المبنية على العقل خالقةً الظروف المثالية للتعلم لكي يحتل مكانه. صمم المقرر ليخاطب النماذج المتغيرة لمجتمع اليوم المعاصر ولتزويد الطلاب بالمهارات التي يحتاجونها لتحقيق النجاح في المستقبل عن طريق تناول التفكير النقدي، والإبداع، وقراءة وكتابة الأرقام من خلال المقرر الدراسي وإكساب الأطفال العديد من المهارات القابلة للتحويل والتي من شأنها تعزيز أدائهم سواء في المدرسة أو في الحياة اليومية. رشح هذا الكتاب ضمن القائمة المختصرة لجائزة ELTons 2013 للتميز في إبداع المقررات الدراسية وهي جائزة دولية تعترف وتحتفي بالإبداع في تدريس اللغة الإنجليزية. |                               | الأمريكية            | Cheryl Pavlik, Andrea Harries                                                                        | 6             | 1. Student Book Pack 2. Student Technology Pack 3. Language Activity Book 4. Teacher Edition Pack 5. Teacher Technology Pack | إلكتروني   | Macmillan ماكميلان هي مؤسسة تعليمية تهدف لتعليم اللغة الإنجليزية عن طريق مواد تعليمية تستخدم أحدث الوسائل التكنولوجية والخبرات لتقديم أفضل تجربة تعليمية تناسب جميع الأعمار. |
| Oxford Discover فاز هذا الكتاب بعدة جوائز هي جائزة المجلس الثقافي البريطاني ELTons 2015 للتميز في إبداع المقررات الدراسية، كتاب المركز الأول وغلاف المركز الأول بجائزة التصميم لسنة 2014 التي تمنحها نقابة صناع الكتب بنيويورك. ويدمج مع كتاب Show and Tell لتكوين مقرر مكون من تسع مستويات. |                               | البريطانية           | Lesley Koustaff, Susan Rivers, Kathleen Kampa, Charles Vilina, Kenna Bourke                          | 6             | 1. Student Book 2. Workbook with Online Practice 3. Big Question DVD 4. Class Audio CDs 5. Picture Cards 6. Poster Pack 7. iTools 8. Oxford Discover Writing and Spelling 9. Oxford Discover Grammar 10. Parent website 11. Teacher website 12. Integrated Teaching Toolkit |            | Oxford University Press |
| American Family and Friends | الابتدائية                    | الأمريكية            | Naomi Simmons, Tamzin Thompson, Jenny Quintana                                                       | 6             | 1. Student Book 2. Student Book e-book 3. Workbook 4. Workbook e-book 5. Workbook with Online Practice 6. Class Audio CDs 7. iTools 8. Teacher's Book Plus 9. Teacher's Resource Pack                                                                                       |            | Oxford University Press |
| Let's Go | رياض الأطفال + الابتدائية     | الأمريكية            | Ritsuko Nakata, Karen Frazier, Barbara Hoskins, Carolyn Graham                                       | 7             | 1. Student Book 2. Student Cards 3. Student Book with Audio CD Pack 4. Workbook 5. Workbook with Online Practice 6. Class Audio CDs 7. iTools 8. Teacher’s Book with Test Center and Online Practice 9. Teacher Cards                                                       |            | Oxford University Press |
| English Zone |                               |                      | Rob Nolasco, David Newbold                                                                           | 4             | |            | Oxford University Press |
| Everybody Up | رياض الأطفال + الابتدائية     | الأمريكية            | Susan Banman Sileci, Patrick Jackson, Kathleen Kampa, Charles Vilina                                 | 7             | 1. Student Book 2. Student Book with Student Audio CD 3. Workbook 4. Workbook with Online Practice 5. Class Audio CDs 6. Picture Cards 7. iTools 8. Teacher's Book with Test Center CD-ROM                                                                                  |            | Oxford University Press |
| Bright Star |                               |                      | Sue Mohamed, Chris Jacques                                                                           | 4+2           | |            | Oxford University Press |
| Show and Tell | رياض الأطفال                  |                      | | 3             | 1. Student Book with MultiROM 2. Activity Book 3. Literacy Book 4. Numeracy Book 5. Class Audio CDs 6. iTools 7. DVD with animated stories 8. Parent website 9. Teacher’s Book 10. Teacher’s Resource Pack 11. Teacher website                                              |            | Oxford University Press |
| First Friends + Little Friends مقرر من مستويين يمكن تمديده إلى ثلاث مستويات بكتاب Little Friends | رياض الأطفال                  | البريطانية           | Susan Iannuzzi                                                                                       | 2-3           | 1. Class Book with Audio CD 2. Activity Book 3. Class Audio CD 4. iTools 5. Teacher's Book 6. Teacher's Resource Pack |            | Oxford University Press |
| Super Land | الابتدائية                    |                      | Virginia Evans, Jenny Dooley                                                                         | 6             | 1. Student's Book 2. Zachary Cross-platform Game 3. Workbook & Grammar Book 4. Test Booklet 5. Picture Flashcards 6. Class Audio CDs (set of 4) 7. DVD Video PAL 8. ieBook                                                                                                  |            | Express Publishing |
| Full Blast |                               | البريطانية           | | 6             | |            | MM Publications |
| Hand In Hand |                               |                      | | 7             | 1. Student Book (Hybrid CD & Project Book) 2. Workbook 3. Online Platform 4. Teacher’s Manual |            | E-Future |
| Wonderful World | الابتدائية                    | البريطانية           | Katy Clements, Michele Crawford, Katrina Gormley, Jennifer Heath                                     | 6             | | ورقي       | National Geographic |
| Super Rory Gold | رياض الأطفال                  | البريطانية           | | 2             | |            | York Press |
| Star Players | الابتدائية                    |                      | |               | |            | Richmond |
| Backpack |                               |                      | Mario Herrera, Diane Pinkley                                                                         | 7             | |            | Pearson Longman |
| Treasures |                               |                      | | 7             | |            | Macmillan/McGraw-Hill |
| Jolly Phonics |                               |                      | |               | |            | Jolly Learning. |
| Hello | الابتدائية الإعدادية الثانوية |                      | | 12            | | ورقي       | . The Egyptian International Publishing Company-Longman (EIPL) |
| Time for English |                               |                      | |               | |            | دار الشروق |
| Connect Connect Plus |                               |                      | |               | |            | |